# Uchljasz
Die Uchljasz (belarussisch Ухлясць, Łacinka: Uchlasć) ist ein kleiner Fluss im Rajon Bychau in der Mahiljouskaja Woblasz in Belarus. Die Länge des Flusses beträgt 48 Kilometer. Der Fluss entspringt 2 km nordwestlich des Dorfes Ljaschanka in einem sumpfigen Waldstück mit Torfabbaufeldern und mündet 0,5 km nordwestlich des Dorfes Prybar als linker Zufluss in den Dnepr. Das durchschnittliche Gefälle der Uchljasz beträgt 0,5 %.
Der größte Zufluss ist die Waroninka (rechts).